# Lý Do Độc

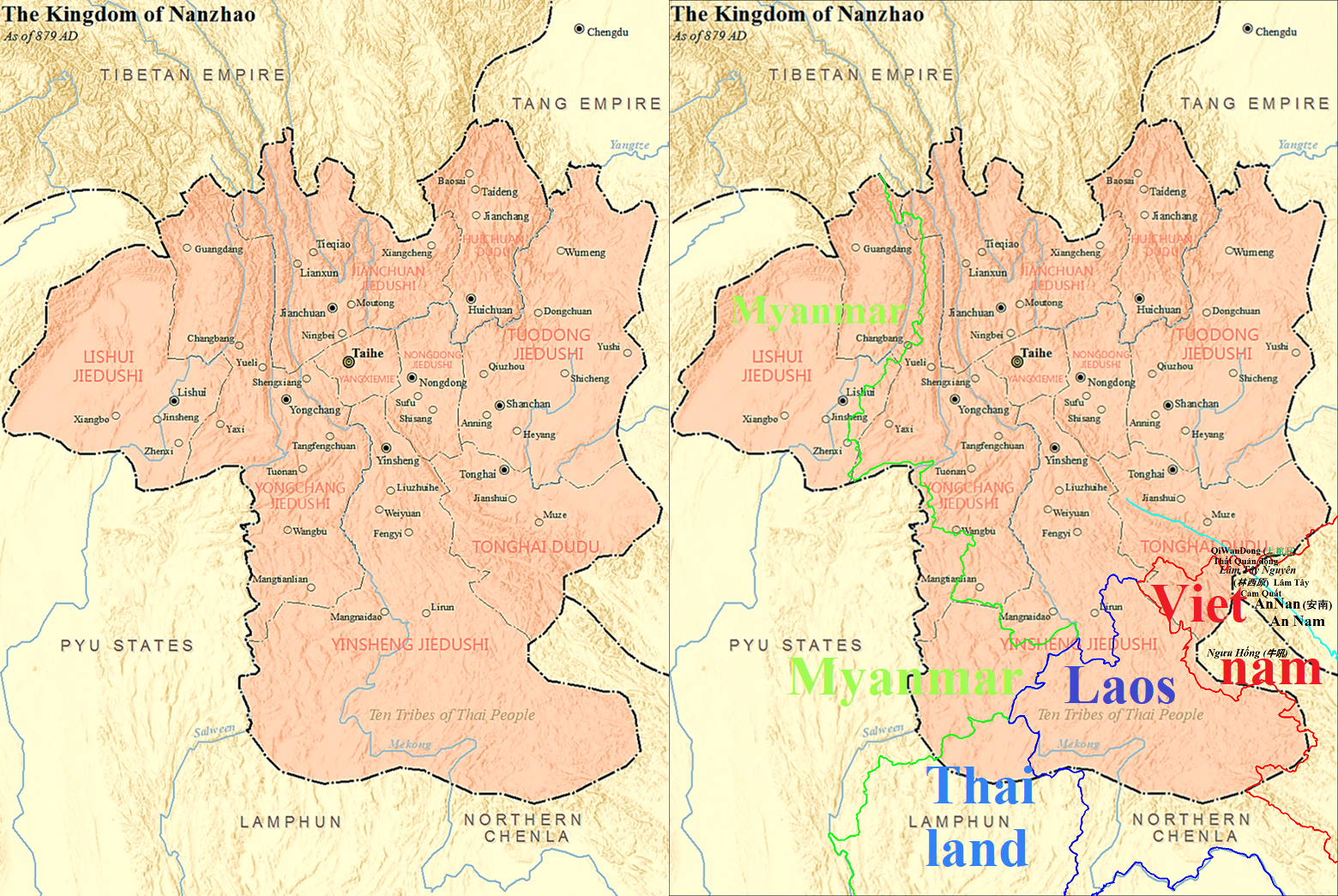
Động Thất Quán (七綰洞) và châu/huyện Lâm Tây (林西) trong Bản đồ vương quốc Nam Chiếu.

Lý Do Độc (Hán tự: 李由獨; ? – ?) là tù trưởng người Thổ Man khởi binh nổi dậy chống lại nhà Đường ở Lâm Tây Nguyên (林西原, Cao nguyên Lâm Tây) thuộc An Nam đô hộ phủ vào khoảng giữa thế kỷ 9 dưới thời kỳ Bắc thuộc lần thứ ba. 

## Thân thế
Đại Việt địa dư toàn biên của Nguyễn Văn Siêu chép rằng: "Lâm Tây nguyên ở phía tây Phong Châu, bên cạnh Lâm Tây Nguyên có động Thất Quán của người dân tộc thiểu số mà thủ lĩnh là Lý Do Độc (李猶獨), bộ thuộc có thêm các động như động Đào Hoa (桃花), tất cả đều giúp Trung Quốc canh phòng và thu thuế nơi biên ải với Nam Chiếu. Đường thư chép: Lâm Tây Nguyên trước có binh lính canh phòng cả vào mùa đông. Vào năm Đại Trung thứ tám (854) (thời vua Đường Tuyên Tông), Lý Trác, giữ chức đô hộ An Nam, đã bãi bỏ binh lính biên phòng và giao hết việc phòng biên cho thổ tù Lý Do Độc. Lý Do Độc ở vào thế cô lập không có đủ quân để canh phòng. Nhân đó, viên Thác Đông tiết độ sứ nước Nam Chiếu dụ dỗ mua chuộc ông ta theo về Nam Chiếu. Từ đó, An Nam bắt đầu bị Nam Chiếu xâm lấn. Tân Đường thư chép rằng: "An Nam Đô hộ phủ cai trị quản lĩnh châu Lâm Tây (林西州). Châu này có 2 huyện làː Lâm Tây và Cam Quất (甘橘)".
Vùng đất Lâm Tây nguyên của Phong Châu hồi đó là khu vực ranh giới giữa An Nam đô hộ phủ và vương quốc Nam Chiếu ở Vân Nam ngày nay. Lý Do Độc tự mình chỉ huy một đạo quân địa phương gồm 6.000 người và được "Man Động Thất Quán" trợ giúp. Vùng đất huyện Hà Khẩu (châu Hồng Hà), huyện Mã Quan (châu Văn Sơn) tỉnh Vân Nam Trung Quốc ngày nay là là động Thất Quán (七綰洞), thuộc Lâm Tây Nguyên của An Nam đô hộ phủ. Lâm Tây nguyên ngày nay là địa bàn tỉnh Lào Cai của Việt Nam (林西原在老街省一帶). Động Đào Hoa (tức Đào Lâm) ngay nay có thể là trấn Liên Hoa Than của huyện Hà Khẩu và một phần huyện Kim Bình châu Hồng Hà tỉnh Vân Nam (các hướng trấn Đại Trại, Mãnh Kiều và Mã Yên Để) dọc hai bên bờ thượng nguồn sông Đào (桃江, tức sông Thao (洮江)). Năm 860 thời vua Nam Chiếu Mông Thế Long, Thác Đông tiết độ sứ (拓東) được chia làm hai, phần phía nam lập thành Thông Hải đô đốc (通海都督) bao gồm cả vùng Lâm Tây nguyên sáp nhập từ An Nam đô hộ phủ.

## Binh nghiệp
Quan đô hộ trước đây của An Nam là Lý Trác (cai trị khoảng năm 853–857) từ chối giao quyền đóng quân và thu tô thuế cho Lý Do Độc, đã đẩy vị tù trưởng này vào mối quan hệ gần gũi hơn với Nam Chiếu, kẻ thù đương thời của nhà Đường. Năm 857, Lý Do Độc và "Man Động Thất Quán" bèn quy phụ Nam Chiếu. Vua Nam Chiếu là Mông Khuyến Phong Hữu, (cha của Mông Thế Long), mới sai tướng đem thư sang mời ông thần phục. Lý Do Độc và thủ lĩnh các Man Động đã chấp nhận lời đề nghị làm chư hầu của vua Nam Chiếu. Tướng trấn thủ Thác Đông (Nam Chiếu) bèn gả cháu gái cho con trai thứ của Lý Do Độc, và chàng trai trẻ này trở thành một viên quan nhỏ phụng sự triều đình Nam Chiếu. Vu Trung trong "Vân Nam địa phương duyên cách sử" có viết: "《蛮书》卷四说: “桃花人,本属安南林西原七绾洞主大首领李由独管辖。亦为境上戍卒,每年亦纳赋税。自大中八年(公元 854 年)被峰州(驻今越南永富省越池县)知州官申文状与李涿(安南经略使) ,请防冬将健六千人,不要味、真、登州界上防遏。其由独兄弟力不禁,被蛮拓东节度使与书信,将外甥嫁与李由独小男,补拓东押衙。自此之后,七绾洞悉为蛮收管。”林西原在今越南老街省。则属林西原的七绾洞,显然在今河口、马关一带。这一带地方在大中八年以前属安南都护府。大中八年以后,始为南诏拓东节度使收管,归属南诏。 Phiên âm: "Man thư" quyển tứ thuyết: “Đào Hoa nhân, bản thuộc An Nam Lâm Tây Nguyên Thất Quán động chủ đại thủ lĩnh Lý Do Độc quản hạt。Diệc vị cảnh thượng thú tốt mỗi niên diệc nạp phú thuế。Tự Đại Trung bát niên (Công Nguyên 854 niên) bị Phong Châu (trú kim Việt Nam Vĩnh Phú tỉnh Việt Trì huyện) tri châu quan Thân Văn Trạng (申文状) dư Lý Trác (An Nam kinh lược sứ), thỉnh phòng đông tướng kiện lục thiên nhân, bất yếu Vị, Chân, Đăng châu giới thượng phòng át。Kì Do Độc huynh đệ lực bất cấm bị man (án chỉ Nam Chiếu) Thác Đông tiết độ sứ dư thư tín tướng ngoại sanh giá dư Lý Do Độc tiểu nam bổ Thác Đông áp nha (拓東押衙)。Tự thử chi hậu, Thất Quán Động tất vị man thu quản。” Lâm Tây Nguyên tại kim Việt Nam Lão Nhai tỉnh。Tắc thuộc Lâm Tây Nguyên đích Thất Quán Động, hiển nhiên tại kim Hà Khẩu, Mã Quan nhất đới。Giá nhất đới địa phương tại Đại Trung bát niên dĩ tiền thuộc An Nam đô hộ phủ。Đại Trung bát niên dĩ hậu, thủy vị Nam Chiếu Thác Đông tiết độ sứ thu quản, quy thuộc Nam Chiếu。” Dịch nghĩa: Quyển 4 của "Man thư" có viết: "Tộc người Đào Hoa, nguyên thuộc quyền quản lý của của Thất Quán Động, Lâm Tây Nguyên, An Nam đô hộ phủ. Động chủ là đại thủ lĩnh Lý Do Độc. Ông ta cũng phụ trách việc canh phòng biên giới An Nam với Nam Chiếu, đồng thời cũng nộp thuế hàng năm cho An Nam thuộc Đường. Từ năm Đại Trung thứ tám (năm 854), quan tri châu Phong Châu (nay là thành phố Việt Trì, tỉnh Phú Thọ, Việt Nam) là Thân Văn Trạng nói với An Nam kinh lược sứ Lý Trác xin bỏ đội quân biên phòng mùa đông gồm 6.000 người, không canh biên giới các châu Vị, Chân và Đăng nữa. Anh em  của Do Độc không kìm được người Nam Chiếu. Giữa lúc đó, viên Thác Đông tiết độ sứ của Nam Chiếu viết thư chiêu dụ Do Độc, và gả cháu gái đằng ngoại cho con trai của Lý Do Độc, rồi cử con trai Do Độc làm Thác Đông áp nha. Từ đó Lý Do Độc đem Thất Quán Động sáp nhập vào Nam Chiếu." Lâm Tây Nguyên nay là tỉnh Lào Cai của Việt Nam. Thất Quán Động ở cạnh Lâm Tây Nguyên, ngày nay chính là ở khu vực các huyện Hà Khẩu và Mã Quan. Từ năm Đại Trung thứ tám (năm 854) trở về trước, khu vực này thuộc về An Nam đô hộ phủ. Sau năm Đại Trung thứ tám, vùng Hà Khẩu, Mã Quan bắt đầu bị Thác Đông tiết độ sứ của Nam Chiếu tiếp quản và thuộc về Nam Chiếu.. Sách Tân Đường thư cũng chépː "安南桃林人者，居林西原，七綰洞首領李由獨主之，歲歲戍邊。李琢之在安南也，奏罷防冬兵六千人，謂由獨可當一隊，遏蠻之入。蠻酋以女妻由獨子，七綰洞舉附蠻，王寬不能制。三年，以湖南観察使蔡襲代之，發諸道兵二萬屯守，南詔憺畏不敢出。 (An Nam Đào Lâm nhân giả, cư Lâm Tây nguyên, Thất Quán động thủ lĩnh Lý Do Độc chủ chi, tuế tuế thú biên。Lý Trác chi tại An Nam, dã tấu bãi phòng đông binh lục thiên nhân, vị Do Độc khả đương nhất đội, át man chi nhập。Man tù dĩ nữ thê Do Độc tử, Thất Quán động cử phụ man, Vương Khoan bất năng chế。)". Dịch nghĩa làː Một người gốc Đào Lâm (桃林) ở An Nam, sống ở Lâm Tây Nguyên (林西原), là chúa Lý Do Độc (李由獨), thủ lĩnh của động Thất Quán (七綰洞), canh gác biên giới hàng năm. Lý Trác (李琢), là Quan đô hộ phủ, cũng ở An Nam, tuyên bố rút bỏ 6000 binh lính phòng biên mùa đông, và bảo với Lý Do Độc hãy dùng đội thổ binh duy nhất thuộc quyền để mà kiềm chế sự xâm nhập của Nam Chiếu. Vua Nam Chiếu kết thông gia với Lý Do Độc. Độc đem toàn bộ động Thất Quán theo về Nam Chiếu, mà Vương Khoan (王寬) không thể kiểm soát được. (Đúng ra ở đây là Vương Thức vì Vương Khoan làm đô hộ An Nam năm 861). 
Lý Do Độc và các bộ tộc miền núi bất mãn khác đã công khai đứng về phía Nam Chiếu, thành lập "đội cảm tử Áo Trắng" (Bạch Y một mệnh quân) và hợp sức với quân Vân Nam, cùng với người miền xuôi mang chiến tranh đến các làng ngay giữa đô hộ phủ. Sự hỗn loạn và bạo động đã tàn phá miền bắc Giao Châu cho đến khi tình hình tạm thời yên ổn trong một thời gian ngắn vào năm 858 khi quan đô hộ mới nhậm chức là Vương Thức đặt chân đến đây.